# Proteostrenia transbaicalensis
Proteostrenia transbaicalensis är en fjärilsart som beskrevs av Eugen Wehrli 1939. Proteostrenia transbaicalensis ingår i släktet Proteostrenia och familjen mätare. Inga underarter finns listade i Catalogue of Life.